# Société missionnaire de Berlin
La Société missionnaire de Berlin (SMB) ou « Société pour l'avancement des missions évangéliques parmi les païens » (Gesellschaft zur Beförderung der evangelischen Missionen unter den Heiden) est une société missionnaire allemande protestante d'obédience luthérienne ; elle est instituée le 29 février 1824 par un groupe de pieux laïcs de la noblesse prussienne,.
L'organisation prolonge les efforts du pasteur Johannes Jaenicke, de la congrégation luthérienne de Bohême à Berlin, qui préparait depuis 1800 des missionnaires destinés à travailler dans des sociétés missionnaires, dont la London Missionary Society. La formation des premiers missionnaires débute en 1829 avec l'aide de sociétés missionnaires de Poméranie et de Prusse orientale.
Hermann Theodor Wangemann, qui dirige la Société de 1865 jusqu'à sa mort, en 1894, en est une figure importante. Il se rend en Afrique du Sud peu de temps après être devenu directeur puis une seconde fois en 1884. En 1881, il rédige le règlement de la Société.
La Société est active en Afrique du Sud, en Afrique de l'Est et en Chine.

## Afrique du Sud
La Société missionnaire de Berlin est l'une des quatre sociétés protestantes allemandes actives en Afrique du Sud après 1914. Elle s'inscrit dans le courant piétiste allemand et envoie ses premiers missionnaires en Afrique du Sud en 1834. Il y a quelques rapports positifs quant à son action dans les premières années, mais elle est particulièrement dynamique entre 1859 et 1914 ; elle est puissante notamment dans les républiques boers. La Première Guerre mondiale rompt le contact avec l'Allemagne, mais les missions poursuivent leur travail, quoiqu'à un rythme ralenti. Après 1945, les missionnaires doivent composer avec la décolonisation de l'Afrique et avec l'apartheid. La SMB a toujours mis l'accent sur l'intériorité spirituelle et les valeurs puritaines telles que la moralité, le travail acharné et l'autodiscipline. Elle s'avère incapable de s'élever, ne fût-ce qu'en paroles, et a fortiori d'agir contre l'injustice et la discrimination raciale et elle est dissoute en 1972.

### État libre et Cap-Nord
La SMB envoie ses premiers missionnaires en 1834 ; ils avaient déjà travaillé avec la London Missionary Society et la Société des missions du Rhin et l'Afrique du Sud est une destination évidente, avec comme premier objectif de s'établir parmi le peuple Tswana. À leur arrivée dans le sud de l'État libre, et sur les conseils de G.A. Kolbe, de la London Missionary Society à Philippolis, il est décidé d'établir une mission parmi les Korana ; située au bord de la rivière Riet, la mission est nommée Béthanie, allusion à la ville biblique, en septembre 1834,,.
Partis de l'endroit, des missionnaires fondent en 1845 une mission à Pniel, au bord de la rivière Vaal, qui sera au centre de la zone de découverte des diamants en 1869–70.

### Cap-Oriental et Natal
D'autres missionnaires arrivent en 1836-1837, dont Jacob Ludwig Döhne qui fonde les missions de Béthel et Itemba au Cap-Oriental dans le pays des Xhosa, une zone appelée péjorativement « cafrerie » à l'époque. D'autres implantations sont réalisées, mais les guerres de frontières sévissent. Durant la guerre des frontières de 1846-1847, ces missions sont abandonnées et les missionnaires trouvent refuge dans la colonie britannique voisine du Natal. Karl Wilhelm Posselt et Wilhelm Güldenpfennig fondent la première implantation de la SMB au Natal, qu'ils nomment Emmaüs, en allusion au village biblique. D'autres missions suivent, telles que celle de Christianenberg et celle de Hermannsburg.

### République sud-africaine du Transvaal

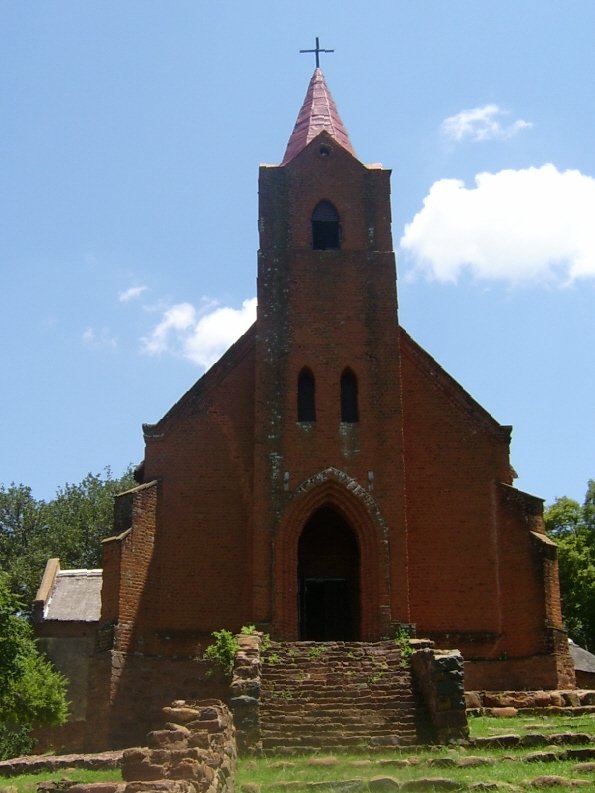
Bâtiment de l'ancienne mission de Botshabelo.

Les missionnaires Alexander Merensky et Heinrich Grützner commencent leur activité dans le nord-est de la république sud-africaine du Transvaal en 1860, installant leur première mission à Gerlachshoop. Ils essaient vainement d'évangéliser les Swazi et le Sekhukhuneland. Merensky cherche refuge parmi les chrétiens convertis du district de Middelburg et fonde une mission à Botshabelo (dont le nom signifie « lieu de refuge ») qui devient rapidement la plus importante de la SMB en Afrique du Sud. On y trouve des écoles, un séminaire, des ateliers, des moulins et des imprimeries ; à partir de cet endroit l'influence de la SMB s'étend à travers le Transvaal. En 1900, il y a plus de trente six missions et près de trente mille convertis dans la région. Les missionnaires de la SMB, notamment Alexander Merensky, Knothe, Trümpelmann, Schwellnus et Eiselen, contribuent à l'étude des langues d'Afrique, produisant des traductions de la Bible et de cantiques.
C'est à Botshabelo que R.F. Güstav Trümpelmann, avec l'aide de son ancien étudiant Abraham Serote, traduit la Bible en sotho du Nord. Sa publication en 1904 par la British and Foreign Bible Society en fait la première Bible complètement traduite et publiée dans une langue indigène. Ce travail linguistique est interrompu par la seconde guerre des Boers durant laquelle le missionnaire Daniel Heese est tué par des membres des  carabiniers du Bushveldt, une force irrégulière de l'armée britannique. 
Les deux guerres mondiales, qui rendent l'accès au financement extrêmement difficile, causent de sévères difficultés. En outre, après la Seconde Guerre mondiale, le quartier général de la Société se retrouve dans la zone soviétique de l'Allemagne occupée. En 1961, la SMB établit une branche à Berlin-Ouest, qui reste en contact avec les missions sud-africaines restantes, durant les vingt huit années qui suivent. Cependant, dès 1962, elle commence à accorder de l'indépendance à ses Églises missionnaires qui, avec le temps, fusionnent avec d'autres Églises missionnaires luthériennes d'Afrique pour former l'Église évangélique luthérienne en Afrique australe (en).

### Nationalhelferen
La SMB se concentre sur l'éducation via la construction d'écoles et propose des textes et des chants dans la langue maternelle des populations parmi lesquelles elle s'installe, ce qui fait qu'elle est pionnière dans la publication de traductions de la Bible et dans la publication de dictionnaires et de grammaires de langues africaines. La Société accepte en son sein des Africains, dûment formés et parfois salariés, qui œuvrent en tant que professeurs, catéchistes et prédicateurs laïcs ; ce sont les Nationalhelferen, ce qui veut dire « aides nationaux ».
Richard Miles, un Tswana, est un exemple de personnes ayant rempli ce rôle ; venu de la mission de Béthanie, il parcourt l'intérieur des terres avec d'autres missionnaires en 1835. Niklaas Koen, un Khoïkhoï, est envoyé par la SMB en Allemagne en 1875 pour parfaire son éducation à Ducherow en Poméranie et, après avoir étudié à la maison-mère à Berlin, il adopte une version germanisée de son nom, devenant Klaus Kuhn. Qualifié en tant que missionnaire (il a aussi pris des leçons de violon), et après s'être fiancé avec une Allemande, Maria Brose, il retourne en Afrique à la mission de Königsberg au Natal. Il épouse Maria en 1878. Jan Sekoto, un autre étudiant « doué » prend lui aussi des leçons de violon et il emboîte le pas à Kuhn à Ducherow et au séminaire de Berlin. Il semble cependant mal s'adapter au climat de Poméranie et il retourne rapidement à Botshabelo en tant que professeur. Le fils de Jan, Gerard Sekoto, né à Botshabelo en 1913, émigre plus tard vers l'Europe, obtenant la citoyenneté française ; il acquiert un renom considérable en tant qu'artiste.

## Afrique de l'Est
La mission de Béthel établit une présence missionnaire au  Tanganyika, à l'époque composante de l'Afrique orientale allemande, et, en 1903, elle invite la SMB à reprendre ces missions. Mais elles déclinent après la Seconde Guerre mondiale lorsque l'Allemagne perd toutes ses colonies et que la présence de missionnaires allemands devient indésirable.

## Chine
La SMB envoie des émissaires en Chine en 1869 sous la dynastie Qing, mais ce n'est pas avant 1882 qu'elle déclare officiellement Canton comme terre de mission, héritant d'une implantation de la Société des missions du Rhin. Un second champ missionnaire s'ouvre lorsque l'Allemagne déclare le Shandong comme faisant partie de sa sphère d'influence politique et coloniale en 1896.
Plus tard, la SMB en Chine fusionne avec la Deutsche Ostasienmission (« Mission allemande en Asie de l'Est ») qui, en 1972, est intégrée dans la toujours existante Berliner Missionswerk laquelle s'associe ensuite avec l'Église presbytérienne en république de Corée (instituée en 1953) et l'Église presbytérienne à Taïwan et coopère avec l'Église unie du Christ au Japon et l'Église du Christ en Chine.

## De nos jours

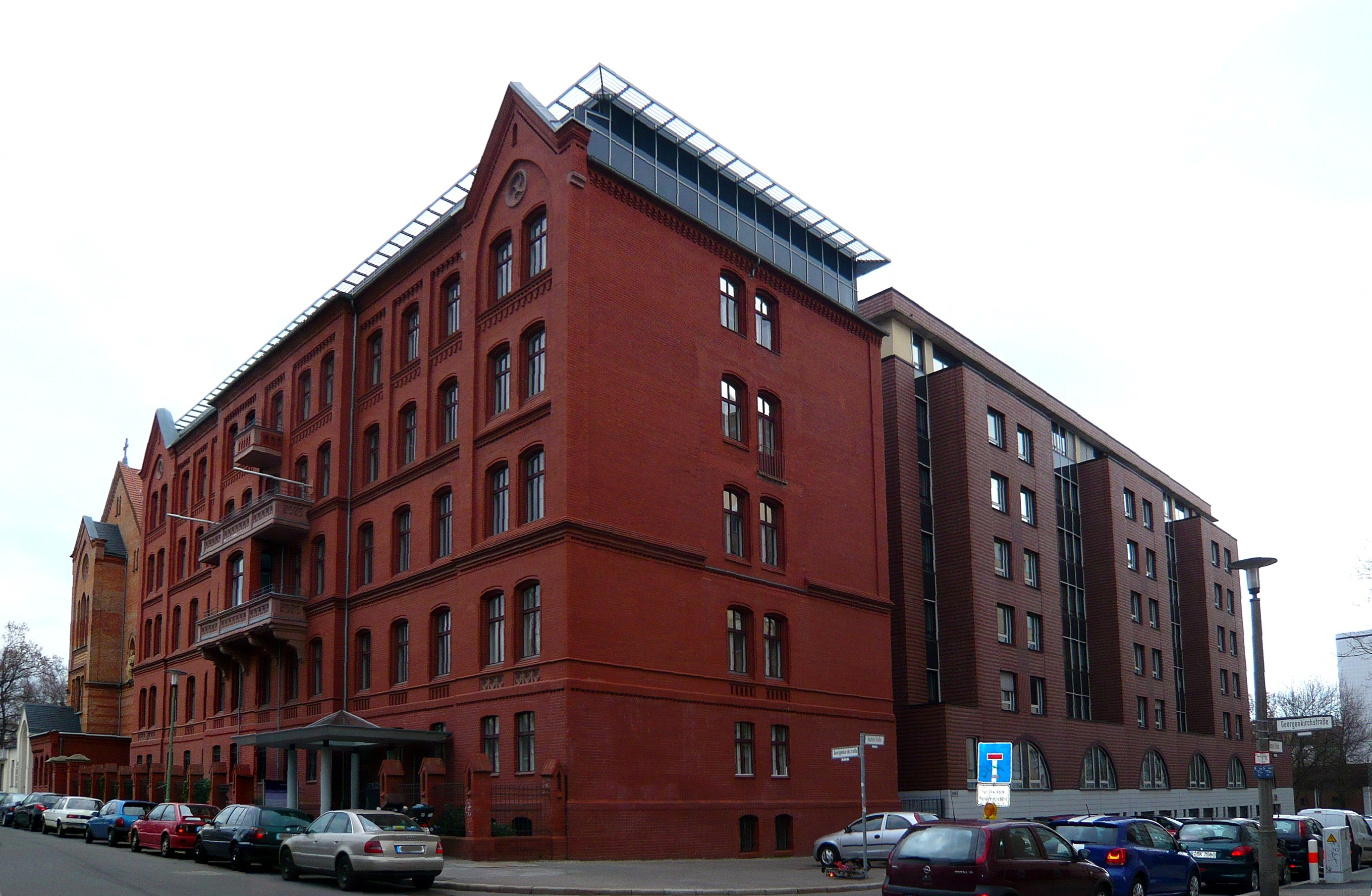
La « maison des missions » à Berlin avec le bâtiment d'origine de 1873, son extension datant de la fin du XIXe siècle et celle en clinker de 1996. C'est actuellement l'Evangelisches Zentrum (« centre évangélique »), le quartier général de l'EKBO.

La Société missionnaire de Berlin existe toujours au début du XXIe siècle en tant que composante de l'Église protestante Berlin-Brandebourg-Haute Lusace silésienne (en allemand, Evangelische Kirche Berlin-Brandenburg-schlesische Oberlausitz, EKBO).